# Xylophanes fernandezi
Xylophanes fernandezi là một loài bướm đêm thuộc họ Sphingidae. Nó được tìm thấy ở Honduras và Guatemala phía bắc through México tới miền nam Arizona và miền tây Texas. It is generally được tìm thấy ở cây sồi woodland và along streamsides.
Sải cánh dài 70–80 mm. 
Con trưởng thành bay từ tháng 6 đến tháng 9 in Arizona và continuously in the tropics.
Ấu trùng có thể ăn Bouvardia glaberrima. There là một single large eye on the thorax và six white circles down the side of the caterpillar. There are also extensive bands of white dots girdling the abdomen.